# براد استوور
براد استوور (انگلیسی: Brad Stuver؛ زادهٔ ۱۶ آوریل ۱۹۹۱) بازیکن فوتبال اهل ایالات متحده آمریکا است.
از باشگاه‌هایی که در آن بازی کرده‌است می‌توان به باشگاه فوتبال نیویورک سیتی، باشگاه فوتبال آستین، و باشگاه فوتبال کلمبوس کرو اشاره کرد.